# Mattia Pasini
Mattia Pasini (Rimini, 13 agosto 1985) è un pilota motociclistico italiano.
Anche suo padre, Luca Pasini, ha corso come pilota professionista.

## Carriera

### Classe 125
Nel 2003 si classifica al quarto posto nel Campionato Italiano Velocità classe 125 conquistando due piazzamenti a podio e terzo nel campionato Europeo con una vittoria.
Malgrado una menomazione permanente che gli limita la funzionalità del braccio destro, esordisce nella classe 125 del motomondiale nel 2004, con una Aprilia RS 125 R del team Safilo Carrera - LCR, con compagno di squadra Roberto Locatelli, terminando la stagione 15º con 54 punti e ottenendo come miglior risultato un settimo posto in Malesia.
Nel 2005 passa al team Totti Top Sport - NGS, con compagno di squadra Manuel Hernández García, ottenendo due vittorie (Cina e Catalogna), un secondo posto in Turchia e tre terzi posti (Olanda, Malesia e Comunità Valenciana) e terminando la stagione 4º con 183 punti. In questa stagione è stato costretto a saltare il GP di Francia a causa di una frattura al polso rimediata nelle qualifiche del GP. Nel 2006 ha corso nel team Master - MVA Aspar di Jorge Martínez in sella ad un'Aprilia con Sergio Gadea, Álvaro Bautista, Mateo Túnez ed Héctor Faubel come compagni di squadra. In questa stagione ottiene due vittorie (Italia e Germania), un secondo posto in Cina, tre terzi posti (Spagna, Gran Bretagna e Australia) e due pole position (Spagna e Francia) e termina la stagione 4º con 192 punti.
Nel 2007 nelle prime gare della stagione a causa di problemi tecnici alla sua Aprilia è costretto a numerosi ritiri, in seguito a metà stagione conquista due vittorie consecutive. In tutta la stagione ha ottenuto quattro vittorie (Gran Bretagna, Paesi Bassi, San Marino e Giappone), un secondo posto in Repubblica Ceca e nove pole position (Spagna, Turchia, Cina, Francia, Gran Bretagna, Paesi Bassi, Portogallo, Giappone e Australia) e termina la stagione 5º con 174 punti. In questa stagione ha corso nel team Polaris World, con Joan Olivé come compagno di squadra.

### Classe 250
Il 9 marzo 2008 esordisce con l'Aprilia nella classe 250 con la vittoria nella gara notturna in Qatar; alla fine giunge 8º in classifica con 132 punti. Ha ottenuto anche un secondo posto in Spagna e due terzi posti (Cina e Francia). Per la stagione 2009 viene confermato all'Aprilia, passando al Team Toth, con compagno di squadra Imre Tóth. Conquista un podio a Motegi, giungendo terzo, in seguito vince sotto la pioggia il Gran Premio d'Italia al Mugello davanti a Marco Simoncelli. Quello di casa è l'unico vinto da Pasini in quest'annata, che gli consegna altri podi (terzo a Donington, secondo a Brno e Misano). Riesce a fare meno punti dell'anno prima (128), ma riesce a piazzarsi al 5º posto, migliorando il posizionamento della stagione precedente. Il 17 agosto 2009 sale per la prima volta in carriera su una MotoGP provando la Ducati del team Pramac, guidando per la prima volta una moto 800 a 4 tempi.

### Moto2
Nel 2010 passa al team JiR Moto2 con una MotoBi nella classe Moto2, il compagno di squadra è Simone Corsi. Dopo sei gare disputate con 12 punti raccolti e quattro ritiri, il team JiR decide di chiudere i rapporti con Mattia Pasini. Il suo posto viene preso da Yusuke Teshima. Nello stesso anno corre come wildcard il Gran Premio di San Marino a bordo di una Suter MMX e il Gran Premio d'Aragona in sostituzione dell'infortunato Michael Ranseder nel team Vector Kiefer Racing. Nel motomondiale 2011 corre ancora in Moto2 col team Ioda Racing Project, il compagno di squadra è Simone Corsi. Ottiene come miglior risultato un sesto posto in Olanda e termina la stagione al 24º posto con 28 punti. 

### La parentesi in MotoGP
Nel 2012 Pasini esordisce in MotoGP con il team Speed Master, a bordo della ART GP12. Viene sostituito dopo il Gran Premio motociclistico d'Aragona dal pilota torinese Roberto Rolfo. Nell'ultima gara del motomondiale corre in Moto2 a Valencia con una FTR M212 del team Forward Racing in sostituzione dell'infortunato Alex De Angelis.

### Il ritorno in Moto2

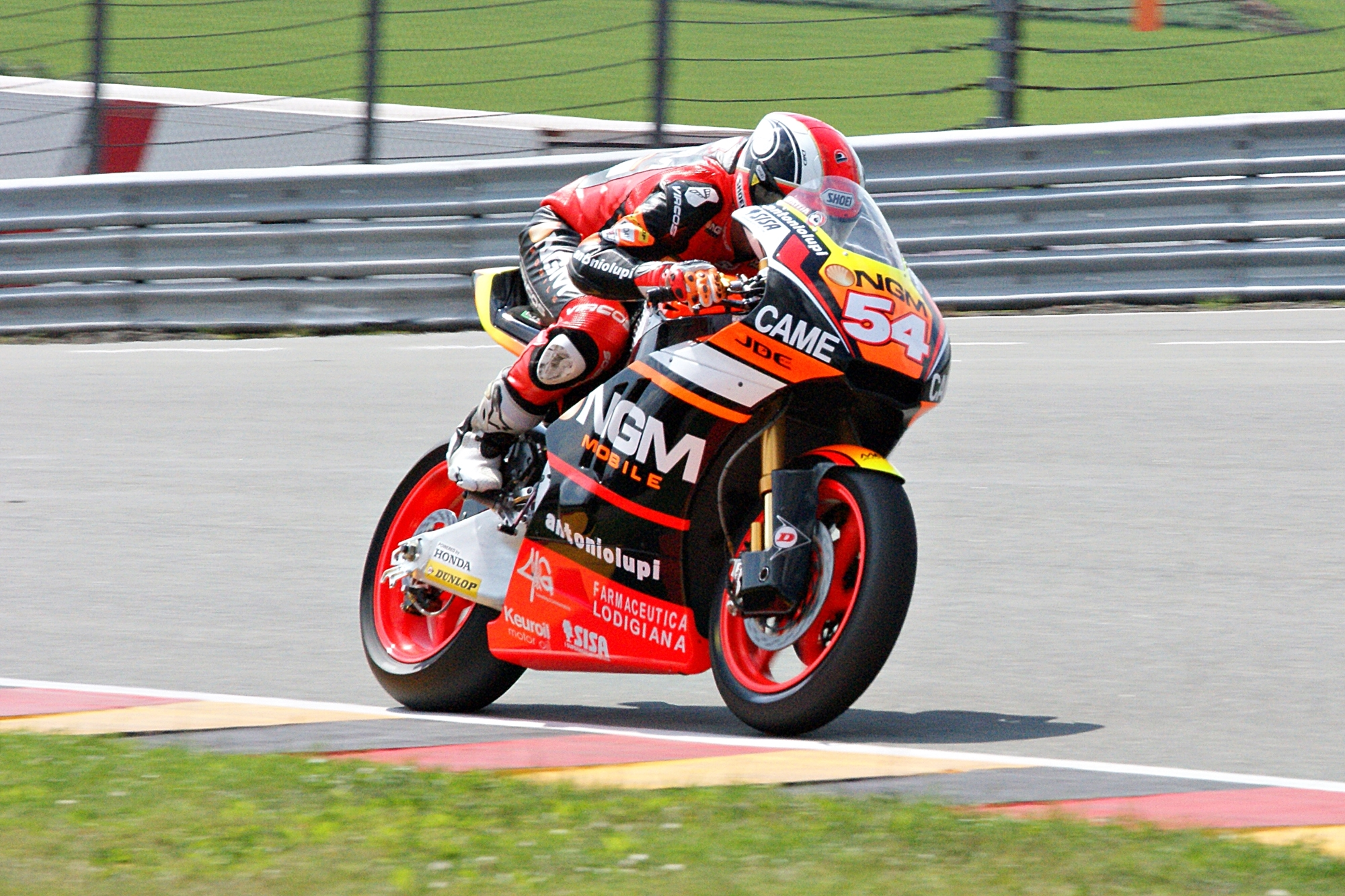
Pasini al Sachsenring nel 2014.

Continua in Moto2 anche nel 2013 correndo con la Speed Up SF13 del team NGM Mobile Racing. Ottiene come miglior risultato un sesto posto in Francia e termina la stagione al 15º posto con 58 punti. Nel 2014 rimane nello stesso team, alla guida di una Forward KLX; il compagno di squadra è Simone Corsi. Ottiene come miglior risultato un sesto posto in Catalogna e termina la stagione al 21º posto con 35 punti. Nel 2015 corre come wildcard i Gran Premi d'Italia e San Marino a bordo di una Kalex Moto2 del team Gresini Racing. Nel 2016 corre nel team Italtrans Racing, alla guida di una Kalex. Ottiene come miglior risultato due quarti posti (Germania e Repubblica Ceca) e termina la stagione all'11º posto con 72 punti.

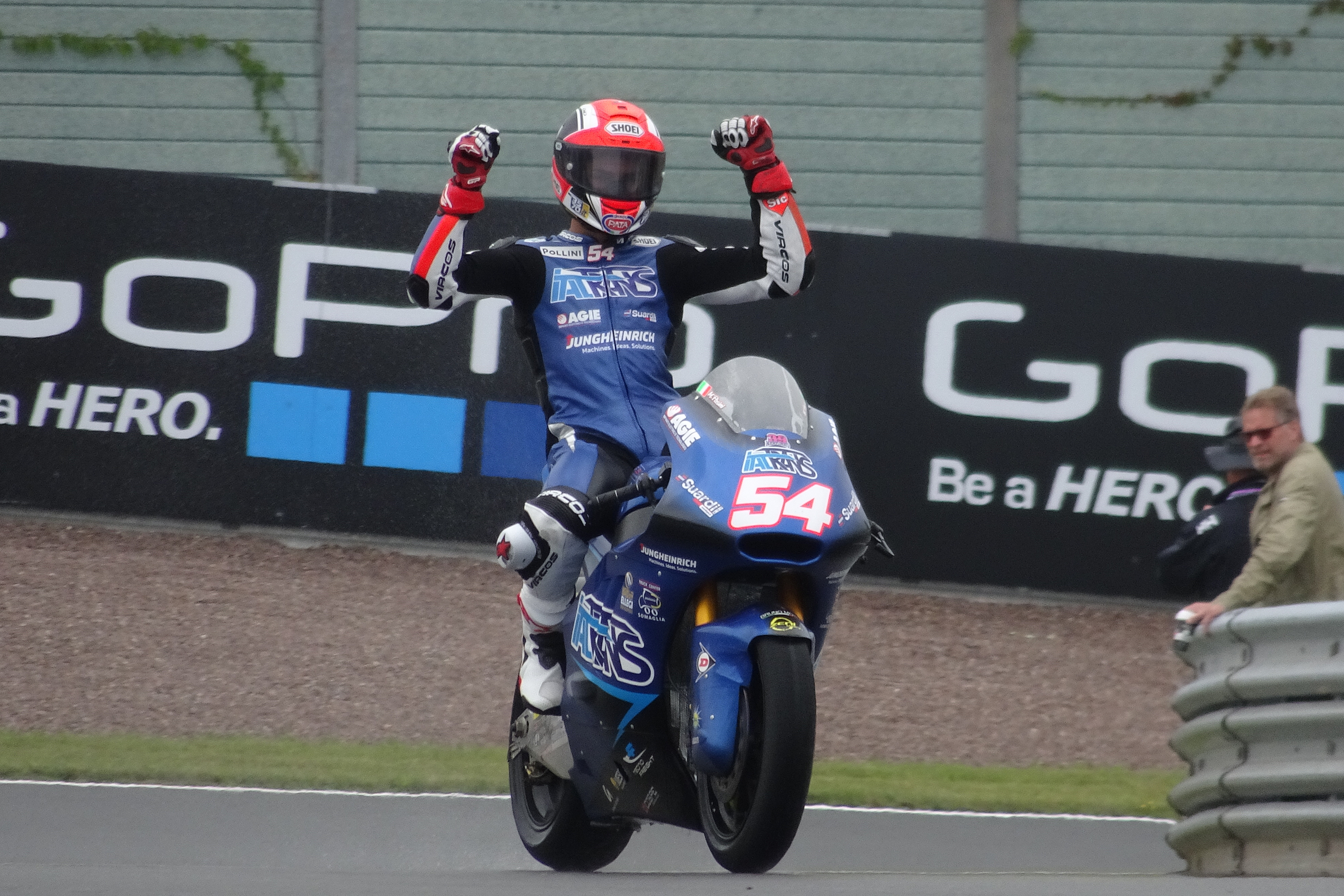
Pasini con il team Italtrans Racing nel 2016.

Nel 2017 rimane nello stesso team, con compagno di squadra Andrea Locatelli. Il 4 giugno 2017 vince la gara di Moto2 del Mugello. Ottiene un altro piazzamento a podio in occasione del GP di Catalogna, risultato che gli viene tolto il 2 luglio quando viene comunicata la squalifica da parte della FIM, in quanto nella sua moto viene rilevato un lubrificante non conforme ai regolamenti. Ottiene la sua 1ª pole position in Moto2 in Repubblica Ceca. Si ripete nei GP successivi ottenendo 4 pole di fila. In Gran Bretagna e Aragona giunge secondo. Conquista un'altra pole position in Australia. Conclude la stagione al 6º posto con 148 punti.
Nel 2018 è confermato dal team come pilota titolare in Moto2. In occasione del Gran Premio d'Argentina ottiene la sua dodicesima vittoria nel motomondiale. Ottiene inoltre tre pole position (Italia, Germania e Australia). Conclude la stagione al 9º posto con 141 punti. Nel 2019 corre il Gran Premio delle Americhe in sostituzione dell'infortunato Augusto Fernández sulla Kalex del team Flexbox HP 40, il Gran Premio di Spagna in sostituzione dell'infortunato Jake Dixon sulla KTM del Ángel Nieto Team e i Gran Premi di Francia e Italia in sostituzione dell'infortunato Khairul Idham Pawi sulla Kalex del team Petronas Sprinta Racing. Dal Gran Premio di Brno corre sulla Kalex del team Tasca Racing in sostituzione di Simone Corsi. Totalizza 35 punti. In questa stagione è costretto a saltare i Gran Premi di San Marino e Aragona a causa della frattura della dodicesima vertebra dorsale rimediata nelle prove libere del GP di San Marino.
Nel 2020 corre il Gran Premio dell'Emilia Romagna sulla Kalex del team Red Bull KTM Ajo in sostituzione di Jorge Martín, positivo al SARS-CoV-2. Chiude la gara ai margini della zona punti. Sempre nel 2020 prende parte alle prove del Gran Premio di Imola nel campionato italiano Superbike con una Yamaha YZF-R1.
Nel 2022 prende accordi per correre con una Ducati nella categoria Superbike del campionato Italiano Velocità, per poi rinunciare, partecipa comunque alla gara inaugurale di Misano con una Yamaha YZF-R1 del team Keope in sostituzione di Randy Krummenacher ottenendo nove punti. Sempre nel 2022 corre come wildcard nel Gran Premio d'Italia con una Kalex del team GasGas Aspar in Moto2 chiudendo al quindicesimo posto. Con lo stesso team partecipa anche ai Gran Premi di Misano e Valencia chiudendoli entrambi con un ritiro; si classifica trentatreesimo in campionato. Nel 2023 disputa le due gare in territorio italiano del mondiale Moto2 col team Fieten Olie Racing GP. Porta a termine entrambi i Gran Premi in zona punti classificandosi venticinquesimo in campionato. Nel 2024 prende parte a quattro Gran Premi in Moto2, sempre in qualità di wild card con il team ufficiale Speed Up, e ad alcune prove del campionato Europeo, col team Ciatti, senza ottenere punti.

## Altre attività
È commentatore tecnico per il motomondiale su Sky.

## Risultati nel motomondiale
| 2004 | Classe | Moto    |    |     |    |   |    |    |    |    |     |    |    |     |   |   |    |    |  |  |  |  |  |  | Punti | Pos. |
| ---- | ------ | ------- | -- | --- | -- | - | -- | -- | -- | -- | --- | -- | -- | --- | - | - | -- | -- |  |  |  |  |  |  | ----- | ---- |
| 2004 | 125    | Aprilia | 13 | Rit | 12 | 8 | 11 | 11 | 10 | 20 | Rit | 14 | 17 | Rit | 9 | 7 | 18 | 11 |  |  |  |  |  |  | 54    | 15º  |

| 2005 | Classe | Moto    |   |   |   |    |   |   |   |    |     |     |     |   |   |   |   |   |   |  |  |  |  |  | Punti | Pos. |
| ---- | ------ | ------- | - | - | - | -- | - | - | - | -- | --- | --- | --- | - | - | - | - | - | - |  |  |  |  |  | ----- | ---- |
| 2005 | 125    | Aprilia | 4 | 8 | 1 | NP | 4 | 1 | 3 | NE | Rit | Rit | Rit | 5 | 3 | 9 | 4 | 2 | 3 |  |  |  |  |  | 183   | 4º   |

| 2006 | Classe | Moto    |   |   |    |   |     |   |   |   |   |   |    |   |   |   |   |     |   |  |  |  |  |  | Punti | Pos. |
| ---- | ------ | ------- | - | - | -- | - | --- | - | - | - | - | - | -- | - | - | - | - | --- | - |  |  |  |  |  | ----- | ---- |
| 2006 | 125    | Aprilia | 3 | 4 | 17 | 2 | Rit | 1 | 4 | 7 | 3 | 1 | NE | 6 | 7 | 3 | 4 | Rit | 9 |  |  |  |  |  | 192   | 4º   |

| 2007 | Classe | Moto    |     |     |     |    |     |   |     |   |   |     |    |   |   |   |   |   |   |   |  |  |  |  | Punti | Pos. |
| ---- | ------ | ------- | --- | --- | --- | -- | --- | - | --- | - | - | --- | -- | - | - | - | - | - | - | - |  |  |  |  | ----- | ---- |
| 2007 | 125    | Aprilia | Rit | Rit | Rit | 10 | Rit | 6 | Rit | 1 | 1 | Rit | NE | 2 | 1 | 8 | 1 | 7 | 8 | 4 |  |  |  |  | 174   | 5º   |

| 2008 | Classe | Moto    |   |   |     |   |   |   |   |     |     |   |    |   |     |    |   |     |     |   |  |  |  |  | Punti | Pos. |
| ---- | ------ | ------- | - | - | --- | - | - | - | - | --- | --- | - | -- | - | --- | -- | - | --- | --- | - |  |  |  |  | ----- | ---- |
| 2008 | 250    | Aprilia | 1 | 2 | Rit | 3 | 3 | 5 | 6 | Rit | Rit | 6 | NE | 7 | Rit | AN | 8 | Rit | Rit | 9 |  |  |  |  | 132   | 8º   |

| 2009 | Classe | Moto    |     |   |   |     |   |   |     |    |     |   |   |     |   |   |     |     |     |  |  |  |  |  | Punti | Pos. |
| ---- | ------ | ------- | --- | - | - | --- | - | - | --- | -- | --- | - | - | --- | - | - | --- | --- | --- |  |  |  |  |  | ----- | ---- |
| 2009 | 250    | Aprilia | Rit | 3 | 6 | Rit | 1 | 4 | Rit | NE | Rit | 3 | 2 | Rit | 2 | 8 | Rit | Rit | Rit |  |  |  |  |  | 128   | 5º   |

| 2010 | Classe | Moto           |   |     |     |     |     |    |  |  |    |  |  |     |     |  |  |  |  |  |  |  |  |  | Punti | Pos. |
| ---- | ------ | -------------- | - | --- | --- | --- | --- | -- |  |  | -- |  |  | --- | --- |  |  |  |  |  |  |  |  |  | ----- | ---- |
| 2010 | Moto2  | MotoBi e Suter | 6 | Rit | Rit | Rit | Rit | 14 |  |  | NE |  |  | Rit | Rit |  |  |  |  |  |  |  |  |  | 12    | 28º  |

| 2011 | Classe | Moto |     |    |    |    |     |     |   |    |    |    |    |   |    |     |    |     |     |     |  |  |  |  | Punti | Pos. |
| ---- | ------ | ---- | --- | -- | -- | -- | --- | --- | - | -- | -- | -- | -- | - | -- | --- | -- | --- | --- | --- |  |  |  |  | ----- | ---- |
| 2011 | Moto2  | FTR  | Rit | 13 | 20 | 23 | Rit | Rit | 6 | 20 | 19 | NE | 11 | 8 | 17 | Rit | 14 | Rit | Rit | Rit |  |  |  |  | 28    | 24º  |

| 2012 | Classe | Moto |    |    |     |    |    |     |    |     |    |     |     |    |     |    |  |  |  |  |  |  |  |  | Punti | Pos. |
| ---- | ------ | ---- | -- | -- | --- | -- | -- | --- | -- | --- | -- | --- | --- | -- | --- | -- |  |  |  |  |  |  |  |  | ----- | ---- |
| 2012 | MotoGP | ART  | 17 | 14 | Rit | 12 | 17 | Rit | 10 | Rit | 15 | Rit | Rit | 16 | Rit | 16 |  |  |  |  |  |  |  |  | 13    | 22º  |

| 2012 | Classe | Moto |  |  |  |  |  |  |  |  |  |    |  |  |  |  |  |  |  |    |  |  |  |  | Punti | Pos. |
| ---- | ------ | ---- |  |  |  |  |  |  |  |  |  | -- |  |  |  |  |  |  |  | -- |  |  |  |  | ----- | ---- |
| 2012 | Moto2  | FTR  |  |  |  |  |  |  |  |  |  | NE |  |  |  |  |  |  |  | 25 |  |  |  |  | 0     |      |

| 2013 | Classe | Moto     |     |   |    |   |    |    |    |    |    |    |    |    |    |   |     |    |    |   |  |  |  |  | Punti | Pos. |
| ---- | ------ | -------- | --- | - | -- | - | -- | -- | -- | -- | -- | -- | -- | -- | -- | - | --- | -- | -- | - |  |  |  |  | ----- | ---- |
| 2013 | Moto2  | Speed Up | Rit | 7 | 15 | 6 | 24 | 11 | 18 | 19 | NE | 25 | 14 | 10 | 11 | 9 | Rit | 16 | 10 | 9 |  |  |  |  | 58    | 15º  |

| 2014 | Classe | Moto                |    |    |     |    |     |     |   |    |   |    |    |   |    |    |     |     |    |     |  |  |  |  | Punti | Pos. |
| ---- | ------ | ------------------- | -- | -- | --- | -- | --- | --- | - | -- | - | -- | -- | - | -- | -- | --- | --- | -- | --- |  |  |  |  | ----- | ---- |
| 2014 | Moto2  | Forward KLX e Kalex | 17 | 12 | Rit | 18 | Rit | Rit | 6 | 17 | 8 | NP | 17 | 9 | 13 | 21 | Rit | Rit | 13 | Rit |  |  |  |  | 35    | 21º  |

| 2015 | Classe | Moto  |  |  |  |  |  |    |  |  |  |  |  |  |    |  |  |  |  |  |  |  |  |  | Punti | Pos. |
| ---- | ------ | ----- |  |  |  |  |  | -- |  |  |  |  |  |  | -- |  |  |  |  |  |  |  |  |  | ----- | ---- |
| 2015 | Moto2  | Kalex |  |  |  |  |  | 18 |  |  |  |  |  |  | 16 |  |  |  |  |  |  |  |  |  | 0     |      |

| 2016 | Classe | Moto  |    |    |    |    |    |     |    |    |   |    |   |   |    |    |   |     |    |   |  |  |  |  | Punti | Pos. |
| ---- | ------ | ----- | -- | -- | -- | -- | -- | --- | -- | -- | - | -- | - | - | -- | -- | - | --- | -- | - |  |  |  |  | ----- | ---- |
| 2016 | Moto2  | Kalex | 16 | 10 | 17 | 12 | 16 | Rit | 12 | 19 | 4 | 13 | 4 | 9 | 16 | 12 | 7 | Rit | 23 | 7 |  |  |  |  | 72    | 11º  |

| 2017 | Classe | Moto  |    |    |    |   |   |   |    |   |   |     |   |   |     |   |   |     |   |    |  |  |  |  | Punti | Pos. |
| ---- | ------ | ----- | -- | -- | -- | - | - | - | -- | - | - | --- | - | - | --- | - | - | --- | - | -- |  |  |  |  | ----- | ---- |
| 2017 | Moto2  | Kalex | 24 | 20 | 22 | 4 | 5 | 1 | SQ | 4 | 5 | Rit | 5 | 2 | Rit | 2 | 5 | Rit | 4 | 19 |  |  |  |  | 148   | 6º   |

| 2018 | Classe | Moto  |   |   |   |   |    |     |     |    |     |    |   |    |   |   |   |    |     |   |   |  |  |  | Punti | Pos. |
| ---- | ------ | ----- | - | - | - | - | -- | --- | --- | -- | --- | -- | - | -- | - | - | - | -- | --- | - | - |  |  |  | ----- | ---- |
| 2018 | Moto2  | Kalex | 4 | 1 | 7 | 5 | 18 | Rit | Rit | 11 | Rit | 10 | 4 | AN | 4 | 8 | 6 | 14 | Rit | 4 | 4 |  |  |  | 141   | 9º   |

| 2019 | Classe | Moto        |  |  |   |     |     |    |  |  |  |     |    |    |    |     |     |     |     |    |    |  |  |  | Punti | Pos. |
| ---- | ------ | ----------- |  |  | - | --- | --- | -- |  |  |  | --- | -- | -- | -- | --- | --- | --- | --- | -- | -- |  |  |  | ----- | ---- |
| 2019 | Moto2  | Kalex e KTM |  |  | 4 | Rit | Rit | 11 |  |  |  | Rit | 10 | 13 | NP | Inf | Rit | Rit | Rit | 13 | 11 |  |  |  | 35    | 20º  |

| 2020 | Classe | Moto  |  |  |  |  |  |  |  |    |  |  |  |  |  |  |  |  |  |  |  |  |  |  | Punti | Pos. |
| ---- | ------ | ----- |  |  |  |  |  |  |  | -- |  |  |  |  |  |  |  |  |  |  |  |  |  |  | ----- | ---- |
| 2020 | Moto2  | Kalex |  |  |  |  |  |  |  | 16 |  |  |  |  |  |  |  |  |  |  |  |  |  |  | 0     |      |

| 2022 | Classe | Moto  |  |  |  |  |  |  |  |    |  |  |  |  |  |     |  |  |  |  |  |     |  |  | Punti | Pos. |
| ---- | ------ | ----- |  |  |  |  |  |  |  | -- |  |  |  |  |  | --- |  |  |  |  |  | --- |  |  | ----- | ---- |
| 2022 | Moto2  | Kalex |  |  |  |  |  |  |  | 15 |  |  |  |  |  | Rit |  |  |  |  |  | Rit |  |  | 1     | 33º  |

| 2023 | Classe | Moto  |  |  |  |  |  |    |  |  |  |  |  |    |  |  |  |  |  |  |  |  |  |  | Punti | Pos. |
| ---- | ------ | ----- |  |  |  |  |  | -- |  |  |  |  |  | -- |  |  |  |  |  |  |  |  |  |  | ----- | ---- |
| 2023 | Moto2  | Kalex |  |  |  |  |  | 11 |  |  |  |  |  | 10 |  |  |  |  |  |  |  |  |  |  | 11    | 25º  |

| 2024 | Classe | Moto       |  |  |  |  |  |    |    |  |  |  |    |  |     |  |  |  |  |  |  |  |  |  | Punti | Pos. |
| ---- | ------ | ---------- |  |  |  |  |  | -- | -- |  |  |  | -- |  | --- |  |  |  |  |  |  |  |  |  | ----- | ---- |
| 2024 | Moto2  | Boscoscuro |  |  |  |  |  | 17 | 26 |  |  |  | 23 |  | Rit |  |  |  |  |  |  |  |  |  | 0     |      |

| 2025 | Classe | Moto  |  |  |  |  |  |  |  |  |  |  |  |     |    |  |  |  |  |  |  |  |  |  | Punti | Pos. |
| ---- | ------ | ----- |  |  |  |  |  |  |  |  |  |  |  | --- | -- |  |  |  |  |  |  |  |  |  | ----- | ---- |
| 2025 | Moto2  | Kalex |  |  |  |  |  |  |  |  |  |  |  | Rit | 22 |  |  |  |  |  |  |  |  |  | 0     |      |

| Legenda | 1º posto        | 2º posto            | 3º posto            | A punti      | Senza punti        | Grassetto – Pole position Corsivo – Giro più veloce |
| Legenda | Gara non valida | Non qual./Non part. | Ritirato/Non class. | Squalificato | '-' Dato non disp. | Grassetto – Pole position Corsivo – Giro più veloce |